# Tokyo New Cinema
株式会社Tokyo New Cinema（TNC）はCMやPR、映画製作などを行う日本の企業。
2015年に創業。特徴としては独立した会社であり「資金ゼロ・経験ゼロ・人脈ゼロ」から創業し数々の国際映画祭で受賞歴を持つ。
映画監督の中川龍太郎（モスクワ国際映画祭FIPRESCI審査員賞）や佐近圭太郎（新藤兼人賞銀賞）などを輩出している。

## 構成
- 代表取締役 木ノ内輝
- 監査 福井紀之
- 顧問弁護士 松尾剛行

## 受賞・上映歴
- 2012年 ボストン国際映画祭 最優秀撮影賞（『Calling』）
- 2013年 ニューヨーク市国際映画祭 コンペティション部門入選（『雨粒の小さな歴史』）
- 2014年 東京国際映画祭 スプラッシュ部門入選（『愛の小さな歴史』）
- 2015年 東京国際映画祭 スプラッシュ部門入選（『走れ、絶望に追いつかれない速さで』）
- 2017年 モスクワ国際映画祭 メインコンペティション部門 国際映画批評家連盟賞、ロシア映画批評連盟特別表彰（『四月の永い夢』）
- 2017年 台北映画祭 アジアプリズム部門（『四月の永い夢』）
- 2019年 モスクワ国際映画祭 特別招待（『わたしは光をにぎっている』）
- 2019年 釜山国際映画祭 上映 キム・ジソク賞ノミネート（『静かな雨』）
- 2019年 釜山国際映画祭 オープニング作品 （『オルジャスの白い馬』）
- 2019年 東京フィルメックス コンペティション部門 観客賞（『静かな雨』）
- 2020年 大阪アジアン映画祭 クロージング作品（『蒲田前奏曲 第一番・蒲田哀歌』）
- 2022年 ウディネ・ファーイースト映画祭 コンペティション部門　(『やがて海へと届く』)
- 2023年 日本映画製作者協会 新藤兼人賞銀賞（『わたしの見ている世界がすべて』）

## 制作したCM作品（ブランディング、プロモーション）
- 小田原市観光PR動画『うたの生まれるまち 小田原』
- 愛知県観光動画『風になって、遊ぼう。』
- MHD オールド・パー CM
- URBAN SENTO（JAPAN MADE PROJECT TOKYO） イメージソング 「新しい光」
- 久保田鉄鋼株式会社CM
- 第21回日経フォーラム世界経営者会議OP映像
- GMOインターネット株式会社 コーポレートムービー

## 制作した映画作品
- 2012年 『Calling』  監督・脚本・美術/中川龍太郎 出演/藤村駿・灰藤かおる
- 2012年 『雨粒の小さな歴史』  監督・脚本/中川龍太郎 出演/榊林乃愛・南美櫻
- 2013年 『Plastic Love Story』  監督・脚本/中川龍太郎 出演/坂田麻衣・高橋愛実
- 2014年 『愛の小さな歴史』  監督・脚本/中川龍太郎 出演/中村映里子・光石研
- 2015年 『走れ、絶望に追いつかれない速さで』  監督・脚本/中川龍太郎 出演/太賀・小林竜樹
- 2015年 『壊れた心』  監督・脚本/ケヴィン・デ・ラ・クルス 出演/浅野忠信 ・ ナタリア・アセベド
- 2017年 『四月の永い夢』  監督・脚本/中川龍太郎 出演/朝倉あき・三浦貴大
- 2019年 『わたしは光をにぎっている』  監督・脚本/中川龍太郎 出演/松本穂香・渡辺大知
- 2020年 『オルジャスの白い馬』  監督・脚本/ 竹葉リサ ・ エルラン・ヌルムハンベトフ 出演/森山未來 ・ サマル・イェスリャーモワ
- 2020年 『静かな雨』  監督/中川龍太郎 脚本/梅原英司・中川龍太郎 原作/宮下奈都 出演/仲野太賀・衛藤美彩
- 2023年 『わたしの見ている世界が全て』 監督/佐近圭太郎 出演/森田想